# Абгідгармакоша
Абгідга́рма-ко́ша — буддійський філософський віршований трактат авторства Васубандгу.

## Назва
- «Вмістилище Верховного Закону»
- «Вмістилище Абгідгарми»[2]
- «Енциклопедія Абгідгарми»[3]
- «Енциклопедія буддистської канонічної філософії»[4]
- «Скарбниця Абгідгарми»
- «Комора Абгідгарми»

## Короткі відомості
Систематизовано викладає вчення Абгідгарми школи сарвастивади.
Складається з дев'яти частин:
1. Вчення про класи елементів
2. Вчення про фактори домінування в психіці
3. Вчення про світ
4. Вчення про карму
5. Вчення про потенційні афекти
6. Вчення про шлях і особистість
7. Вчення про чисте знання
8. Вчення про споглядання
9. Вчення про особистість

Містить 613 віршів (śakārikā, 本頌), які супроводжуються прозовими коментарями (bhāṣya, 釋論) Васубандгу.
Оригінальний текст написаний на санскриті. Дійшов до нас в перекладах на тибетську, китайську і монгольські мови.
Перший китайський переклад здійснив Парамартха між 564—567 роками. Другий китайський переклад зробив Сюаньцзан між 651—654 роками. На базі останнього перекладу виникли китайська секта цзюйше та японська секта куся.